# Стрибки у воду на Чемпіонаті світу з водних видів спорту 2022
Змагання зі стрибків у воду на Чемпіонаті світу з водних видів спорту 2022 тривали з 26 червня до 3 липня 2022 року.

## Змагання
Змагання в індивідуальних дисциплінах складалися з попереднього раунду, півфіналів і фіналів. Порядок виступів спортсменів у попередньому раунді визначався випадковим вибором за допомогою комп'ютера. 18 стрибунів з найвищими оцінками потрапляли до півфіналу, де так само визначалися 12 фіналістів.

## Розклад змагань
Загалом відбулися змагання в 13-х дисциплінах.
Для всіх змагань вказано місцевий час (UTC+2).
| Дата           | Час   | Дисципліна                                                |
| -------------- | ----- | --------------------------------------------------------- |
| 26 червня 2022 | 09:00 | Синхронний трамплін, 3 метри (чоловіки), попередній раунд |
| 26 червня 2022 | 12:00 | Вишка, 10 метрів (жінки), попередній раунд                |
| 26 червня 2022 | 16:00 | Синхронний трамплін, 3 метри (чоловіки), фінал            |
| 26 червня 2022 | 18:30 | Вишка, 10 метрів (жінки), півфінал                        |
| 27 червня 2022 | 09:00 | Трамплін, 3 метри (чоловіки), попередній раунд            |
| 27 червня 2022 | 16:00 | Трамплін, 3 метри (чоловіки), півфінал                    |
| 27 червня 2022 | 19:00 | Вишка, 10 метрів (жінки), фінал                           |
| 28 червня 2022 | 10:00 | Синхронна вишка, 10 метрів (чоловіки), попередній раунд   |
| 28 червня 2022 | 16:00 | Трамплін, 3 метри (чоловіки), фінал                       |
| 28 червня 2022 | 19:00 | Синхронна вишка, 10 метрів (чоловіки), фінал              |
| 29 червня 2022 | 10:00 | Трамплін, 1 метр (жінки), попередній раунд                |
| 29 червня 2022 | 14:30 | Командні змагання                                         |
| 29 червня 2022 | 17:00 | Трамплін, 1 метр (жінки), фінал                           |
| 29 червня 2022 | 19:00 | Змішаний синхронний трамплін, 3 метри, фінал              |
| 30 червня 2022 | 09:00 | Синхронна вишка, 10 метрів (жінки), попередній раунд      |
| 30 червня 2022 | 12:00 | Трамплін, 1 метр (чоловіки), попередній раунд             |
| 30 червня 2022 | 16:30 | Трамплін, 1 метр (чоловіки), фінал                        |
| 30 червня 2022 | 19:00 | Синхронна вишка, 10 метрів (жінки), фінал                 |
| 1 липня 2022   | 10:00 | Трамплін, 3 метри (жінки), попередній раунд               |
| 1 липня 2022   | 16:00 | Трамплін, 3 метри (жінки), півфінал                       |
| 1 липня 2022   | 19:00 | Змішана синхронна вишка, 10 метрів, фінал                 |
| 2 липня 2022   | 10:00 | Вишка, 10 метрів (чоловіки), попередній раунд             |
| 2 липня 2022   | 16:00 | Вишка, 10 метрів (чоловіки), півфінал                     |
| 2 липня 2022   | 19:00 | Трамплін, 3 метри (жінки), фінал                          |
| 3 липня 2022   | 11:00 | Синхронний трамплін, 3 метри (жінки), попередній раунд    |
| 3 липня 2022   | 15:00 | Синхронний трамплін, 3 метри (жінки), фінал               |
| 3 липня 2022   | 17:00 | Вишка, 10 метрів (чоловіки), фінал                        |

## Медальний залік
*   Країна-господарка (Угорщина)
| Місце               | Країна              | Золото | Срібло | Бронза | Загалом |
| ------------------- | ------------------- | ------ | ------ | ------ | ------- |
| 1                   | Китай               | 13     | 2      | 2      | 17      |
| 2                   | Велика Британія     | 0      | 3      | 3      | 6       |
| 3                   | США                 | 0      | 2      | 1      | 3       |
| 4                   | Японія              | 0      | 2      | 0      | 2       |
| 5                   | Канада              | 0      | 1      | 2      | 3       |
| 6                   | Італія              | 0      | 1      | 0      | 1       |
| 6                   | Україна             | 0      | 1      | 0      | 1       |
| 6                   | Франція             | 0      | 1      | 0      | 1       |
| 9                   | Австралія           | 0      | 0      | 2      | 2       |
| 9                   | Малайзія            | 0      | 0      | 2      | 2       |
| 11                  | Німеччина           | 0      | 0      | 1      | 1       |
| Загалом (11 збірна) | Загалом (11 збірна) | 13     | 13     | 13     | 39      |

### Чоловіки
| Дисципліна                   | Золото                          | Золото | Срібло                                        | Срібло | Бронза                                      | Бронза |
| ---------------------------- | ------------------------------- | ------ | --------------------------------------------- | ------ | ------------------------------------------- | ------ |
| Трамплін, 1 метр             | Ван Цзунюань · Китай            | 493.30 | Джек Лафер · Велика Британія                  | 426.95 | Лі Шисінь · Австралія                       | 395.40 |
| Трамплін, 3 метри            | Ван Цзунюань · Китай            | 561.95 | Цао Юань · Китай                              | 492.85 | Джек Лафер · Велика Британія                | 473.30 |
| Вишка, 10 метрів             | Ян Цзянь · Китай                | 515.55 | Рікуто Тамаї · Японія                         | 488.00 | Ян Хао · Китай                              | 485.45 |
| Синхронний трамплін, 3 метри | Китай · Цао Юань · Ван Цзунюань | 459.18 | Велика Британія · Ентоні Гардінґ · Джек Лафер | 451.71 | Німеччина · Тімо Бартель · Ларс Рюдіґер     | 406.44 |
| Синхронна вишка, 10 метрів   | Китай · Ян Хао · Лянь Цзюньцзє  | 467.79 | Велика Британія · Метью Лі · Ноа Вільямс      | 427.71 | Канада · Райлен Вайнс · Натан Шомбор-Маррей | 417.12 |

### Жінки
| Дисципліна                   | Золото                            | Золото | Срібло                             | Срібло | Бронза                                         | Бронза |
| ---------------------------- | --------------------------------- | ------ | ---------------------------------- | ------ | ---------------------------------------------- | ------ |
| Трамплін, 1 метр             | Лі Яцзє · Китай                   | 300.85 | Сара Бейкон · США                  | 276.65 | Мія Валле · Канада                             | 276.60 |
| Трамплін, 3 метри            | Чень Ївень · Китай                | 366.90 | Мія Валле · Канада                 | 329.00 | Чан Яні · Китай                                | 325.85 |
| Вишка, 10 метрів             | Чень Юйсі · Китай                 | 417.25 | Цюань Хунчань · Китай              | 416.95 | Панделела Рінонг · Малайзія                    | 338.58 |
| Синхронний трамплін, 3 метри | Китай · Чан Яні · Чень Ївень      | 343.14 | Японія · Рін Кането · Мікамі Саяка | 303.00 | Австралія · Меддісон Кіні · Анабель Сміт       | 294.12 |
| Синхронна вишка, 10 метрів   | Китай · Чень Юйсі · Цюань Хунчань | 368.40 | США · Ділейні Шнелл · Катріна Янг  | 299.40 | Малайзія · Нур Дабіта Сабрі · Панделела Рінонг | 298.68 |

### Змішані
| Дисципліна                 | Золото                            | Золото | Срібло                                    | Срібло | Бронза                                                   | Бронза |
| -------------------------- | --------------------------------- | ------ | ----------------------------------------- | ------ | -------------------------------------------------------- | ------ |
| Трамплін, 3 метри          | Китай · Чжу Цзифень · Лінь Шань   | 324.15 | Італія · Маттео Санторо · К'яра Пеллакані | 293.55 | Велика Британія · Джеймс Гітлі · Грейс Рід               | 287.61 |
| Синхронна вишка, 10 метрів | Китай · Дуань Юй · Жень Цянь      | 341.16 | Україна · Софія Лискун · Олексій Середа   | 317.01 | США · Ділейні Шнелл · Карсон Тайлер                      | 315.90 |
| Команда                    | Цюань Хунчань · Бай Юймін · Китай | 391.40 | Жад Жиллє · Алексі Жандар · Франція       | 358.50 | Андреа Спендоліні-Сіріє · Джеймс Гітлі · Велика Британія | 357.60 |